# Mariner 6
Mariner 6, prva od dvije letjelice koje je NASA lansirala s ciljem istraživanja Marsa u sklopu programa Mariner. Lansiran je 24. veljače 1969. iz Cape Canaverala. Znanstveni instrumenti na letjelici počeli su prikupljati podatke 29. srpnja, 50 sati prije najbližeg prilaza planetu. Prilaz je ostvaren 31. srpnja počevši od 05:03 UTC za koje vrijeme je snimljeno 26 fotografija. Mariner 6 je također imao za cilj pružiti iskustvo i podatke koji bi bili korisni u programiranju Marinera 7 koji se susreo s Marsom pet dana kasnije.

## Vanjske poveznice
Slike Marinera 6 i 7